# التهامي الوزاني التوهامي
التهامي الوزاني التوهامي (1927-2013) وزير مغربي سابق، ولد بمدينة فاس، وتابع دراساته العليا بكلية الحقوق والآداب بباريس قبل أن ينضم لهيئة المحامين بالدار البيضاء، حيث عيِّن عام 1956 وزيرا للإنتاج الصناعي والمعادن. كما شغل منصب وزير الشغل والشؤون الاجتماعية ووزير السياحة، إضافة إلى شغله لمنصب سفير المملكة المغربية في يوغوسلافيا، واليونان، الجزائر، وبريطانيا. وخلال الأعوام 1975 و1988 تولى التهامي رئاسة شركة (دياك المغرب) قبل أن ينشئ مجموعته الخاصة (كابيتال فينانس)، وتوفي بمدينة الدارالبيضاء يوم 5 فبراير 2013، في عمر 82 سنة.

## مسيرته

### دراسته
نال شهادة الدراسات الثانوية في ثانوية مولاي ادريس بفاس ثم تابع دراسته العليا بكلية الحقوق والآداب بباريس حيث تحصل على الإجازة في القانون في سنة 1950 ثم بعد ذلك على الإجازة في الفلسفة من السوربون في سنة 1951.

### نشاطه المهني
انضم لهيئة المحامين بالدار البيضاء سنة 1951.
أصبح عضوا بمجلس هيئة المحامين بالدار البيضاء سنة 1959.

### نشاطه السياسي
عيِّنه الملك محمد الخامس بتاريخ 7 ديسيمبر 1955 وزيرا للإنتاج الصناعي والمناجم في حكومة البكاي الأولى إلى غاية 25 أكتوبر 1956.

#### في عهد الملك الحسن الثاني
تقلد عدة مناصب منها:
- سفير المغرب في يوغوسلافيا واليونان خلفا للطيب بوعزة من 15 يوليو 1961 إلى غاية 1962
- الأمين العام لميثاق الدارالبيضاء من 1962 إلى غاية 1963.
- مدير مكتب الأبحاث والمساهمات المعدنية سنة 1963.
- وزير الشغل والشؤون الاجتماعية في حكومة أحمد بحنيني الأولى من 13 نوفمبر 1963 إلى 20 أغسطس 1964.[5]
- وزير الوظيفة العمومية والإصلاح الإداري في حكومة أحمد بحنيني الثانية من 20 أغسطس 1964 إلى 3 نوفمبر 1965.
- سفير المغرب في الجزائر خلفا لقاسم الزهيري من 4 نوفمبر 1965 إلى 28 سبتمبر 1967.
- وزير السياحة في حكومة بنهيمة/العراقي من 18 يناير 1968 إلى 13 أغسطس 1968.
- مدير الديوان الملكي من 13 أغسطس 1968 إلى 10 أبريل 1969.
- سفير المغرب في تونس خلفا لمحمد عواد من 10 أبريل 1969 إلى سبتمبر 1971.
- سفير المغرب في بريطانيا خلفا لمحمد الغزاوي من 1971 إلى 1973.

وخلال الأعوام 1975 و1988 تولى التهامي رئاسة شركة (دياك المغرب) قبل أن ينشئ مجموعته الخاصة (كابيتال فينانس).

## حياته العائلية
تزوج في الخمسينات من القرن الماضي من زهرة الحداوي ورزقا ب أربعة أطفال:
- هدى ووفاء: 9 يناير 1956
- كمال: 19 فبراير 1959
- عادل: 12 ديسمبر 1962

## وفاته
توفي بمدينة الدارالبيضاء يوم 5 فبراير 2013 عن عمر 85 سنة.

## معرض صور

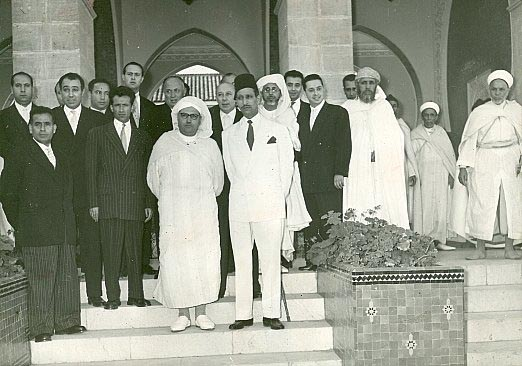
حكومة البكاي الأولى في ديسمبر 1955
أعضاء سفارة المغرب بتونس خلال عيد العرش 1970